# Raión de Vinkivtsi
Raión de Vínkivtsi (en ucraniano: Віньковецький район) es un antiguo raión o distrito de Ucrania en el óblast de Jmelnitski. 
Comprende una superficie de 653 km².
La capital fue la ciudad de Vínkivtsi.

## Demografía
Según estimación 2010, contaba con una población total de 27200 habitantes.

## Otros datos
El código KOATUU fue 6820600000. El código postal 32500 y el prefijo telefónico +380 3846.